# Oberbarnimer Feldsteinroute

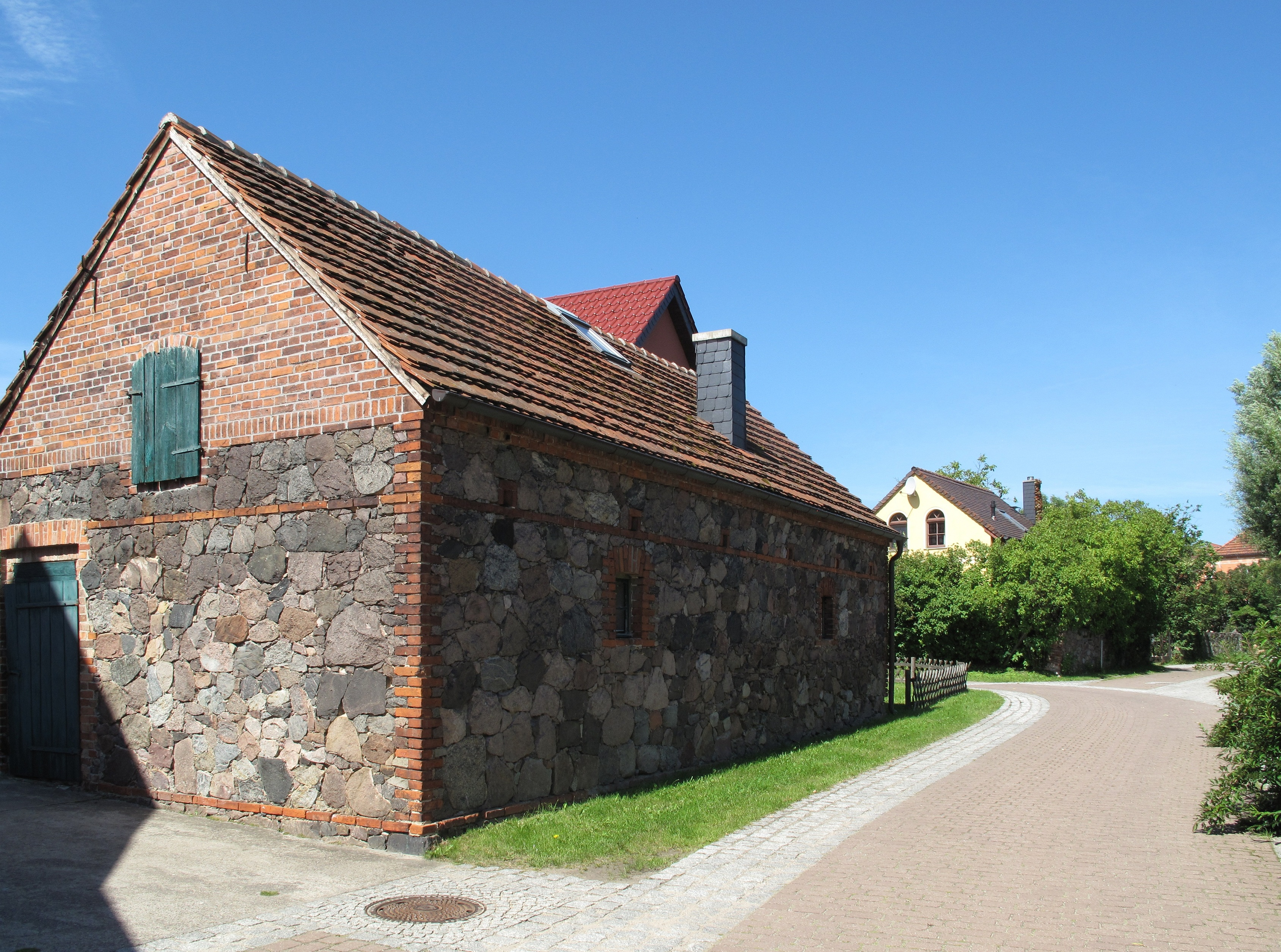
Feldsteinbau am 2004 sanierten Dorfanger von Pritzhagen

Die Oberbarnimer Feldsteinroute in Brandenburg ist eine kultur- und bauhistorische Route auf den Spuren des Baumaterials Feldstein. Der 41,5 Kilometer lange Weg befindet sich im nordwestlichen Teil des Naturparks Märkische Schweiz im Landkreis Märkisch-Oderland und verläuft zum größten Teil durch die Gemeinden Oberbarnim und Prötzel.
Die Route wurde im Jahr 2012 eröffnet und ist hauptsächlich als Wanderweg angelegt, kann aber auch – unter Einbeziehung einiger Schiebestrecken über je nach Jahreszeit aufgeweichte Feld- und Waldwege – per Fahrrad erkundet werden. Die in großen Mengen auf den Grundmoränenflächen des Barnimplateaus abgelagerten Feldsteine sind eine Hinterlassenschaft des abschmelzenden Inlandeises der Weichselkaltzeit. Die Route will die verschiedenen Facetten der Technologie, Bauweise, Nutzung und Gestaltung des Baustoffs Feldstein exemplarisch erlebbar machen. Zudem erschließt die Route einige der landschaftlichen Marksteine im reliefstarken südöstlichen Barnimhang zum Stobbertal und im Naturschutzgebiet Stobbertal.

## Planung, Finanzierung und Eröffnung
Die Oberbarnimer Feldsteinroute wurde über mehrere Jahre unter historischer und geologischer Fachberatung von der Gemeinde Oberbarnim, vertreten durch das Amt Märkische Schweiz, geplant. Unterstützt wurde das Projekt von der Lokalen Aktionsgruppe (LAG) Märkische Seen e. V. (LEADER-Gruppe) und der LAG Märkische Schweiz e. V. (AFG Märkische Schweiz). Die Finanzierung erfolgte zu großen Teilen mit Mitteln des Bundes, des Landes Brandenburg, des Europäischen Landwirtschaftsfonds für die Entwicklung des ländlichen Raums und von LEADER, einem Förderprogramm der Europäischen Union für Aktionen im ländlichen Raum.
Der Weg wurde am 22. April 2012 mit verschiedenen Aktionen und Festen eröffnet. Dazu gehörte das Auftaktkonzert Feldstein und Musik in der denkmalgeschützten, allerdings komplett verputzten Pritzhagener Feldsteinkirche mit einer musikalisch untermalten Lesung aus dem Briefwechsel zwischen Friedrich dem Großen und seiner Schwester Wilhelmine. Die Feldsteinkirche steht auf dem Dorfanger des Routenpunkts Pritzhagen. Der Anger des Dorfs mit den einfassenden Feldsteinmauern und den Feldsteineinfriedungen der Gehöfte in der Ortsmitte war bereits 2004 saniert worden.

## Konzept und Baumaterial Feldstein
Die historisch gewachsenen Angerdörfer an der Route sind zu einem großen Teil von der Feldsteinarchitektur geprägt. Die Steine wurden nicht nur zu Trockenmauern an Grundstücks- und Weidegebietsgrenzen aufgeschichtet, sondern auch zum Bau von Kirchen, Scheunen, Ställen und Bauernhäusern verwendet. Informationstafeln geben in jedem Ort der Route Auskunft über die Geschichte der Dörfer und Kirchen, über die Technologie und Besonderheiten der Feldsteinbauweise. Exemplarisch stellt die Route einzelne sanierte Bauernhöfe vor.

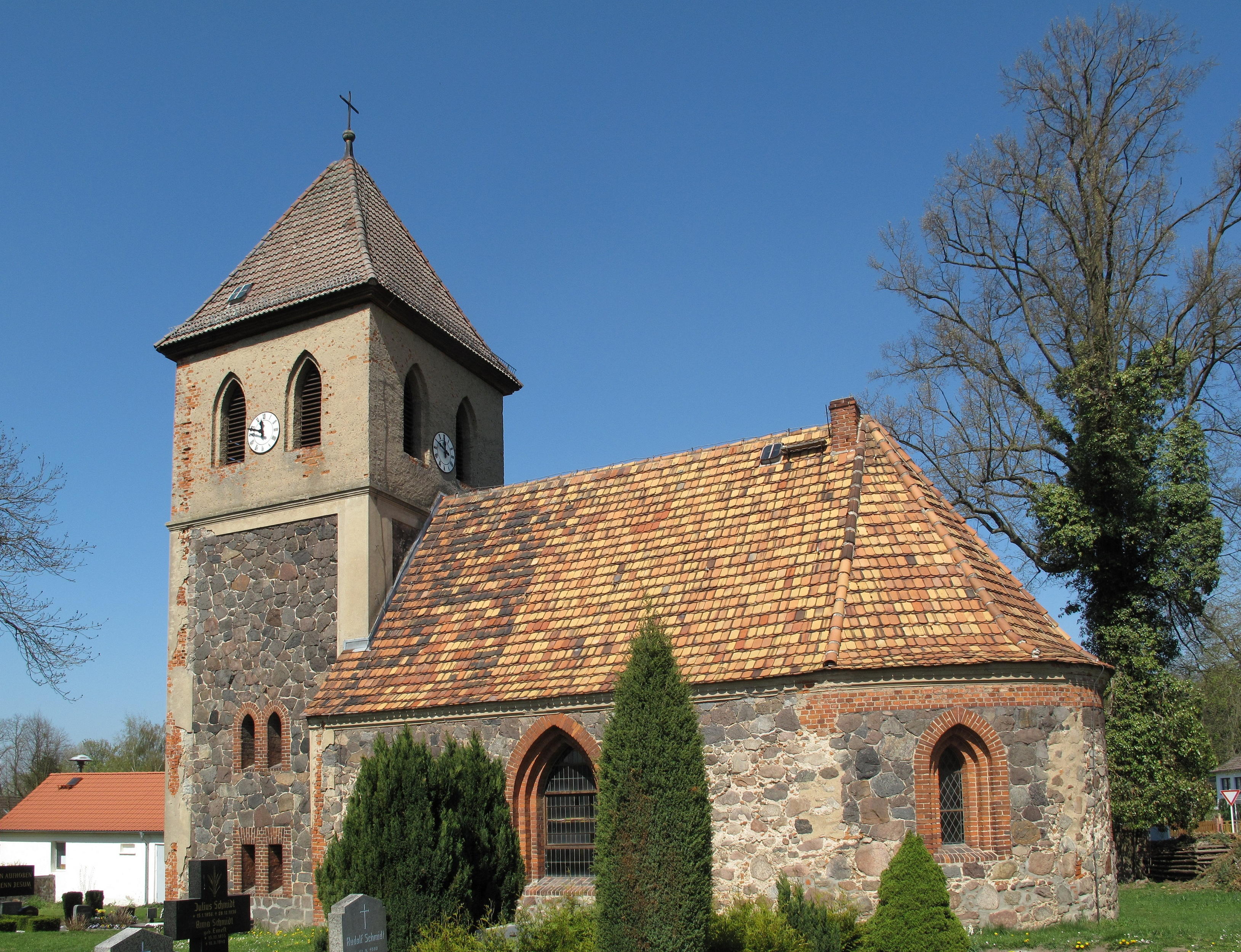
Feldsteinkirche Bollersdorf

Die Trockenmauerwerke sind zudem Biotope für verschiedene Pflanzen- und Tierarten. In den Fugen findet man besondere Pflanzengesellschaften, die sich an extreme ökologische Standortbedingungen angepasst haben. Sie bieten des Weiteren einen Lebensraum für verschiedene wärmeliebende Tierarten, beispielsweise für Eidechsen, Erdkröten, Wildbienen und Laufkäfer.

## Route
Die Oberbarnimer Feldsteinroute ist mit „OFR“ markiert. Das Logo zeigt in Schreibschrift und in fetten Versalien ein grünes „O“ und daneben in braun die Buchstaben „FR“, darunter eine feine, geschwungene grüne Linie. Unter der Linie folgt der zweizeilige Schriftzug „Oberbarnimer Feldsteinroute“. Der Weg beginnt am S-Bahn-Bahnhof (Linie S5) Strausberg-Nord, teilt sich nach der ersten Station Klosterdorf in einen Rundweg und führt über Klosterdorf zurück nach Strausberg.

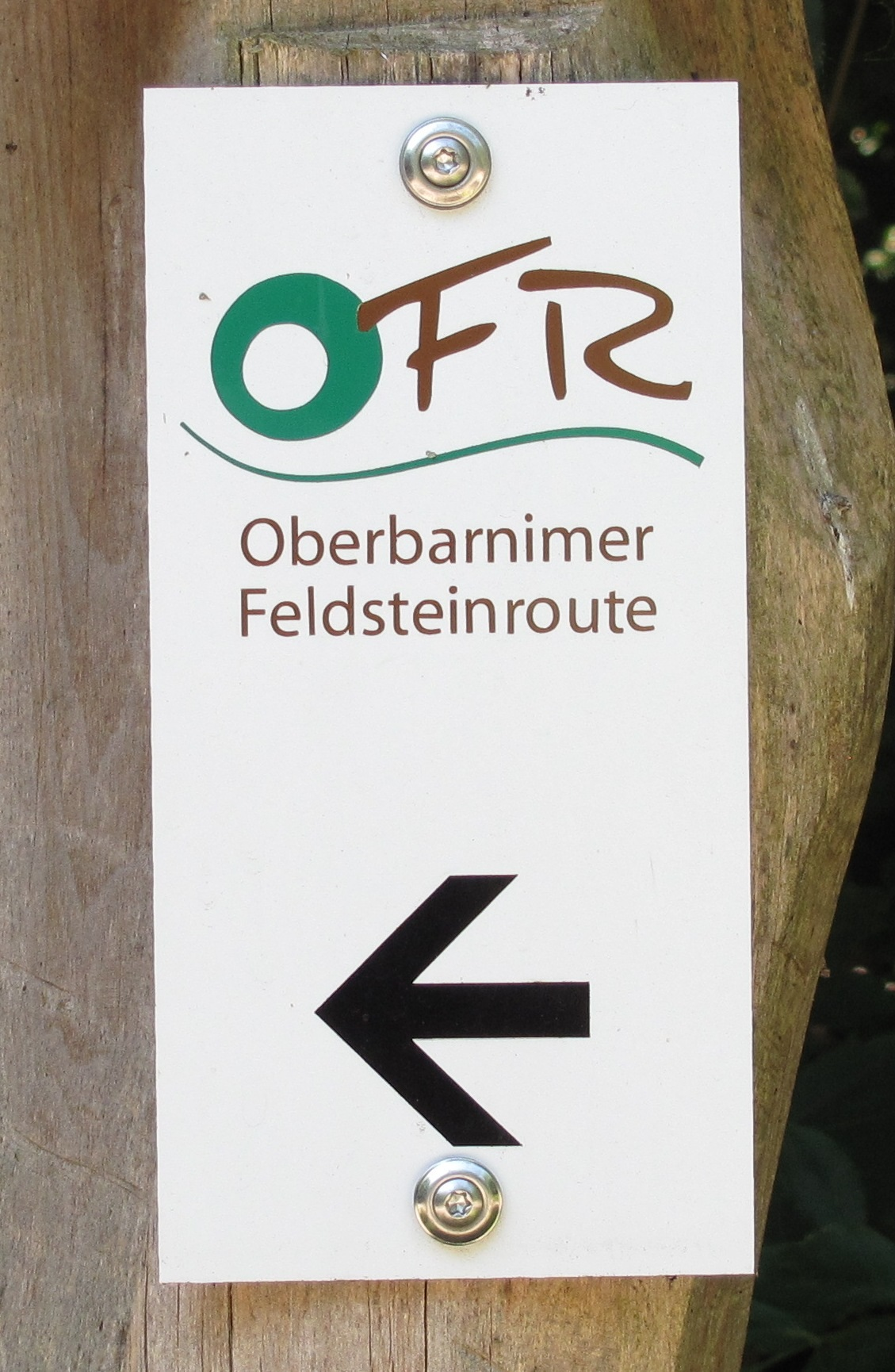
Logo der Oberbarnimer Feldsteinroute

- Vom Bahnhof führt der Weg durch Strausberg-Nord zur ersten Station Klosterdorf, einem spätestens 1241 im Besitz des Klosters Zinna befindlichen Kreuzangerdorf der Gemeinde Oberbarnim mit verschiedenen Feldsteinbauten, darunter eine Feldsteinkirche aus dem 13. Jahrhundert.[5] Hier unterrichten sechs (der insgesamt dreißig) Informationstafeln, unter anderem über die Zwickeltechnik und über Friesen und Lüftungsschlitze als Schmuckelement. Nach der Teilung des Weges geht es über die Nordrunde auf dem Kähnsdorfer Weg nach
- Kähnsdorf, einem ehemaligen Vorwerk und heutigen Gemeindeteil von Prötzel. An den wenigen erhaltenen Gebäudemauern ist die in der Region weit verbreitete, unregelmäßige Zyklopenbauweise abzulesen.[2] In Kähnsdorf ist der Naturpark Märkische Schweiz erreicht. Die nächste Station
- Prädikow, gleichfalls ein Gemeindeteil von Prötzel, bietet drei Baudenkmäler mit Feldsteinbezug: Gutshof mit Wohn- und Wirtschaftsgebäuden sowie Zufahrt und Pflasterung; zwei Vierfamilien-Gutsarbeiterhäuser mit zwei Stallgebäuden und Waschhaus;[6] die Kirche, eine ursprünglich dreischiffige Basilika aus regelmäßigen Feldsteinquadern.[7]
- Im Künstlerdorf Ihlow, Ortsteil von Oberbarnim, klären fünf Informationstafeln über das Ensemble von Kirche aus dem 13. Jahrhundert, Landhaus, Feldsteinbauten und mehreren Weihern auf. Am Beispiel des Ihlower Gutsensembles werden die exemplarische Sanierung von Feldsteinbauten und die Mühsal des Transports der Steine in früherer Zeit thematisiert. In Ihlow wendet sich die bislang nach Norden und Osten geführte Route nach Süden und erreicht nach längerer Wegstrecke, überwiegend weiter durch Offenland,
- Pritzhagen. Weiter nach Süden geht der Weg den Barnimhang hinunter durch die dichten Wälder der Pritzhagener Heide in das Stobbertal und erreicht über Tornow die Pritzhagener Mühle. Die 1375 erstmals erwähnte und nach ihrer Zerstörung im Dreißigjährigen Krieg 1650 wiederaufgebaute Mühle erhielt bereits 1827 die königliche Schankerlaubnis und gilt als älteste Gaststätte der Märkischen Schweiz.[8] Vorbei am benachbarten Großen Tornowsee im Natura 2000 und FFH-Gebiet „Tornowseen-Pritzhagener Berge“[9][10] verläuft der Weg durch das Stobbertal zurück nach Westen nach
- Buckow, den Hauptort der Märkischen Schweiz, lässt das Ortszentrum aber südlich liegen. Nach der Umrundung des Nordufers des Schermützelsees gewinnt der Weg auf dem Barnimhang wieder an Höhe und erreicht auf dem Plateau
- Bollersdorf mit der Feldsteinkirche Bollersdorf und einem restaurierten Vierseithof. Über das Sophienfließ geht es nach
- Grunow, einem weiteren Oberbarnimer Ortsteil. Auf Feldsteinstraßen gelangt man durch den Ort zur etwas außerhalb liegenden Dorfkirche, die neben Schachbrettsteinen einen laut Matthias Friske in der Region einmaligen Stein mit einem Jerusalemkreuz aufweist.[11]
- Im Ernsthof, einem ehemaligen landwirtschaftlichen Vorwerk, stehen die beiden letzten Informationstafeln.

Vom Ernsthof führt die Route über die Grenze des Naturparks Märkische Schweiz und über Klosterdorf, den Ausgangspunkt des Rundkurses, zurück zum Bahnhof Strausberg-Nord.